# زیردریایی یو-۲۷۶
زیردریایی یو-۲۷۶ (به انگلیسی: German submarine U-276) یک زیردریایی بود که طول آن ۶۷٫۱ متر (۲۲۰ فوت ۲ اینچ) بود. این زیردریایی در سال ۱۹۴۲ ساخته شد.